# Criselefantino

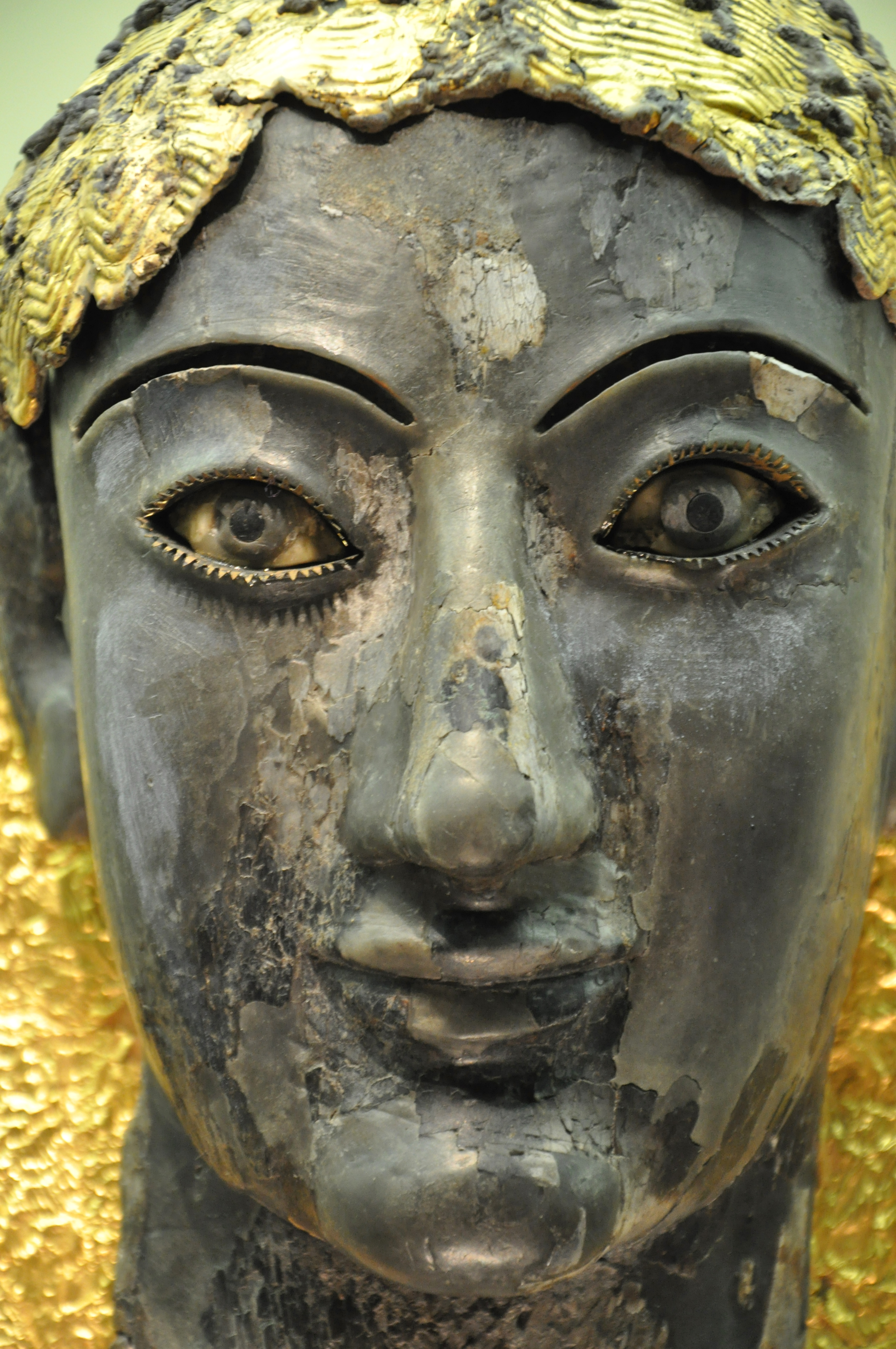
Dal sito archeologico di Delfi

L'aggettivo criselefantino o crisoelefantino deriva dal greco antico χρῡσελεφάντινος?, chrȳselephántinos, a sua volta da χρυσός, chrysós ("fatto d'oro") e ἐλέφας, élephas ("e d'avorio").
Il termine è generalmente usato al femminile, come attributo dei sostantivi scultura e statua.
Esso si riferisce infatti ad una tecnica adoperata nell'antica Grecia, che consisteva nel ricoprire con un sottile strato di avorio una struttura di sostegno che rimaneva invisibile: si utilizzava l'avorio per il volto, le braccia, le gambe di una statua, mentre il panneggio delle vesti e i capelli venivano realizzati con l'oro.
Lo scultore più famoso per la realizzazione di statue criselefantine nell'antichità fu il greco Fidia, di cui si ricordano la statua di Zeus a Olimpia e quella di Atena Parthenos nel Partenone.
Anche lo scultore Policleto realizzò statue con questa tecnica: di lui si sa che fece una statua di Era ad Argo.
Riconducibili a questa tecnica, in età romana, furono le statue colossali con testa e parti nude del corpo in marmo bianco, mentre le vesti erano realizzate in altri materiali retti da strutture di sostegno. Ne è un esempio la statua colossale di Costantino I di cui si conservano la testa, una mano e un piede nel cortile del palazzo dei Conservatori a Roma.
Sempre in età romana non furono rare le statue realizzate in blocchi di marmo colorato per le vesti, la cui testa e gli arti erano scolpiti in marmo bianco.